# Lillo (Nijlen)
Lillo is een buurt in het zuidoosten van de gemeente Nijlen in de Belgische provincie Antwerpen.

## Toponymie
Lillo zou zijn naam ontleend hebben aan een hoger gelegen plaats met de naam Lindelo. Deze oude naam was een samenstelling van de Germaanse woorden lindo voor een lindeboom en lo, van lauha voor een bosje op hoge zandgrond.  

## Geschiedenis

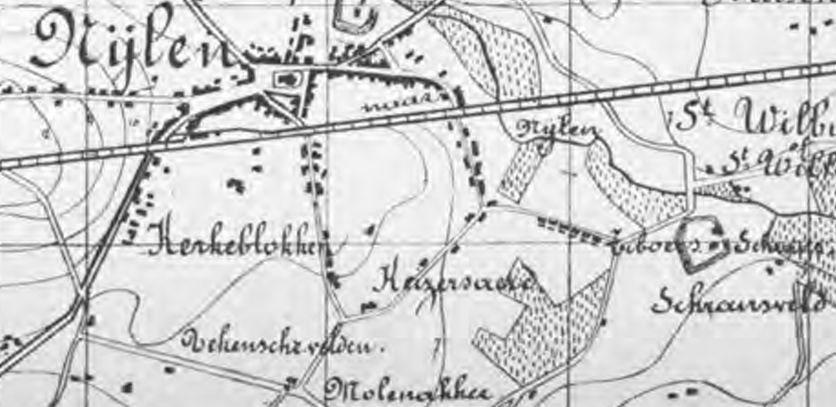
Historsche kaart van zuidelijk Nijlen met de omgrachte Tieboersschrans midden rechts.

De buurt werd reeds in de middeleeuwen vermeld als Lilloo en bestond uit één of meerdere hoeves, die 2-3 meter hoger lagen dan de omliggende landbouwgronden.  
Samen met Nijlen en Kessel was het toen onderdeel van de bijvang van Lier. In de latere eeuwen was het één van de vier wijken van Nijlen naast de Bist in het noordwesten, de Paddekoten in het noordoosten en het Dorp in het midden. Lilloo kende toen de gebiedsnamen de Boschhoek, de Nylenmolen, de Kleinhoef, het Kromhout en de Schrans en de banen de Halstestraten, de Vonderstraten, de Nieuwstraten, de Leege Baan, de Heuvel en de Heilige Geeststraat. 
De valselijk van hekserij beschuldigde Cathelyne Van den Bulcke werd rond 1542 in Lillo - In den hoeck geboren. Zij is een ankerpunt van het Canon van Vlaanderen met betrekking tot de heksenprocessen.

## Moderne tijd
Tussen 1990 en 2012 groeide het inwonersaantal van 1.252 naar 1.485. Sedert dan blijft het aantal redelijk stabiel met 1.464 inwoners tijdens de laatste telling van 2024. 
De straten behorende bij Lillo zijn: Aardbruggestraat, Akkerstraat, Bevelsesteenweg, Boonhofstraat, Duifstraat, Herenthoutsesteenweg, Kreitenbergstraat, Legebaan, Lierseveldstraat, Lillo, Molenbos, Naadsevelden, Rector de Ramstraat, Schomsevelden, Schransstraat, Spoorweglei en de Tibourstraat.

## Bezienswaardigheden
- Het park Tibourschrans met de restanten van de verdwenen Tiboursschrans en de gemeentelijke academie voor beeldende kunsten.

## Natuur en landschap
De buurt ligt vrij vlak tussen de 8 en 10 m boven de zeespiegel. Naast de woonwijk liggen nog steeds landbouwgronden en ook bossen grenzende aan de Nijlense Beek.
Deelgemeenten: Bevel · Kessel · Nijlen

Deelwijken: Bevel Heikant · Boshoek (Nijlen) · Kessel Station · Kesselse Heide · Kruiskensberg · Lillo (Nijlen)

Belgische gemeenten · Arrondissement Mechelen · Antwerpen · Vlaanderen